# Câmp (agricultură)

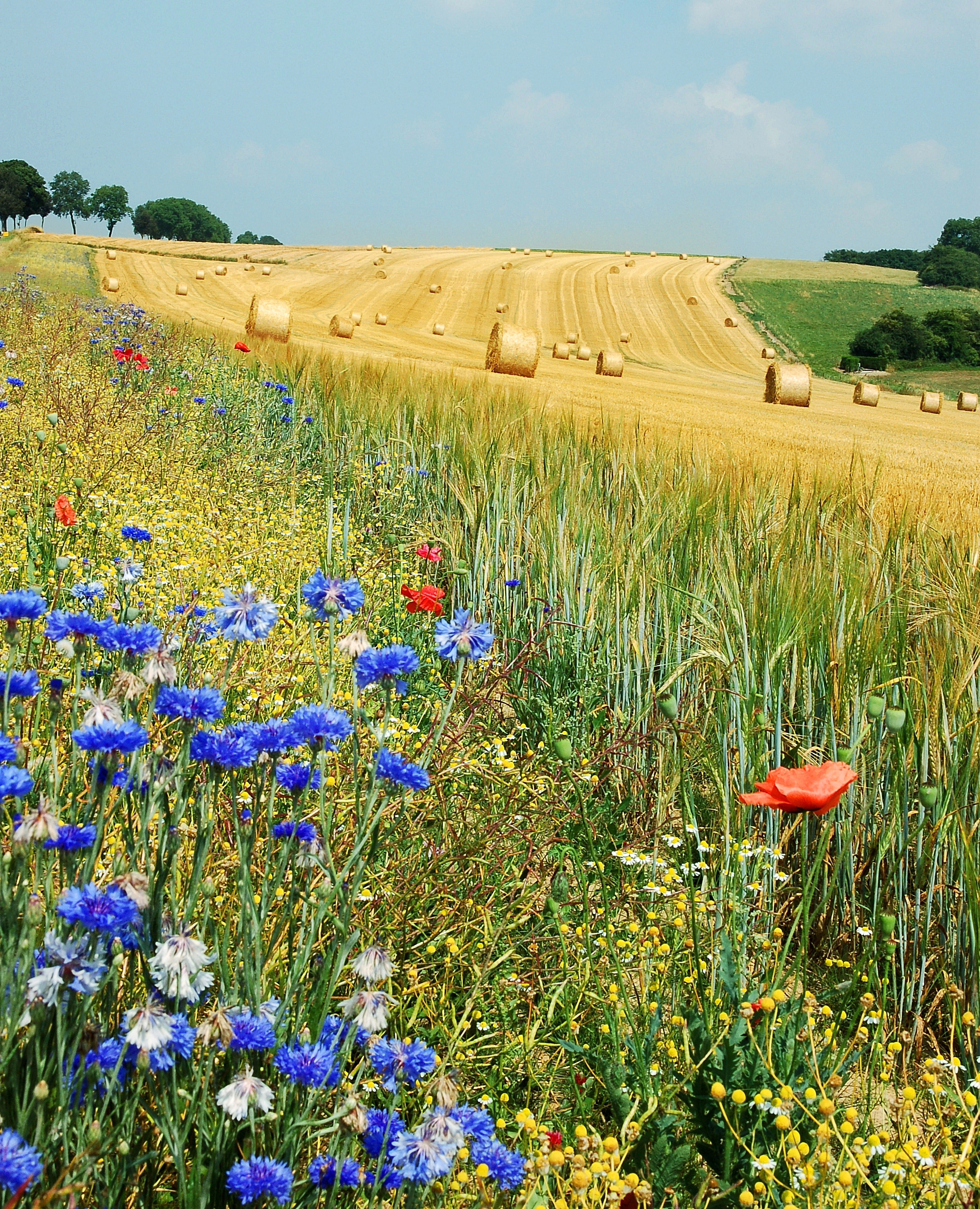
Un câmp în Belgia.

În agricultură, un câmp este o fâșie de pământ pregătită pentru scopuri agricole, cum ar fi cultivarea cerealelor sau ducerea animalelor la păscut. Câmpuri pot avea diverse măsuri, aceasta depinzând de necesități sau factoare geografice.